# Csíkos guvatfürj
A csíkos guvatfürj (Turnix suscitator) a madarak osztályának lilealakúak (Charadriiformes) rendjébe, ezen belül a guvatfürjfélék (Turnicidae) családjába tartozó faj.

## Rendszerezése
A fajt Johann Friedrich Gmelin német természettudós írta le 1789-ben, az Tetrao nembe Tetrao Suscitator néven.

## Alfajai
- Turnix suscitator plumbipes (Hodgson, 1837) - India északkeleti része, Nepál, Bhután, Kína délnyugati rész és Mianmar északi része
- Turnix suscitator bengalensis (Blyth, 1852) - India Nyugat-Bengál állama és Banglades
- Turnix suscitator taigoor (Sykes, 1832) - India középső és déli része
- Turnix suscitator leggei (E. C. S. Baker, 1920) - Srí Lanka
- Turnix suscitator okinavensis (A. R. Phillips, 1947) - Japán szigetei közül Kjúsú és a Rjúkjú-szigetek
- Turnix suscitator rostratus (Swinhoe, 1865) - Tajvan
- Turnix suscitator blakistoni (Swinhoe, 1871) - Mianmar keleti része, Kína déli része, Laosz és észak-Vietnám
- Turnix suscitator pallescens (Robinson & E. C. S. Baker, 1928) - közép-Mianmar déli része
- Turnix suscitator thai (Deignan, 1946) - Thaiföld északnyugati és középső része
- Turnix suscitator interrumpens (Robinson & E. C. S. Baker, 1928) - Mianmar déli része és Thaiföld déli része
- Turnix suscitator atrogularis (Eyton, 1839) - a Maláj-félsziget
- Turnix suscitator suscitator (Gmelin, 1789) - Szumátra, Jáva, Bawean, Bangka és Bali
- Turnix suscitator powelli (Guillemard, 1885) - a Kis-Szunda-szigetek nyugati szigetei
- Turnix suscitator rufilatus (Wallace, 1865) - Celebesz
- Turnix suscitator haynaldi (W. Blasius, 1888) - Palawan és a környező szigetek
- Turnix suscitator fasciatus (Temminck, 1815) - Luzon, Mindoro, Masbate és Sibuyan szigetek (a Fülöp-szigetek északi szigetei)
- Turnix suscitator nigrescens (Tweeddale, 1878) - Cebu, Guimaras, Negros és Panay [2]

## Előfordulása
Banglades, Bhután, Fülöp-szigetek, India, Indonézia, Japán, Kambodzsa, Kína, Laosz, Malajzia, Mianmar, Nepál, Pakisztán, Szingapúr, Srí Lanka, Tajvan, Thaiföld és Vietnám területén honos. 
Természetes élőhelyei a szubtrópusi és trópusi hegyi esőerdők, gyepek és cserjések, valamint szántóföldek. Állandó, nem vonuló faj.

## Megjelenése
Testhossza 18 centiméter, testtömege 35-68 gramm.
|  |

## Természetvédelmi helyzete
Az elterjedési területe rendkívül nagy, egyedszáma pedig növekszik. A Természetvédelmi Világszövetség Vörös listáján nem fenyegetett fajként szerepel.